# Romanov (fårras)

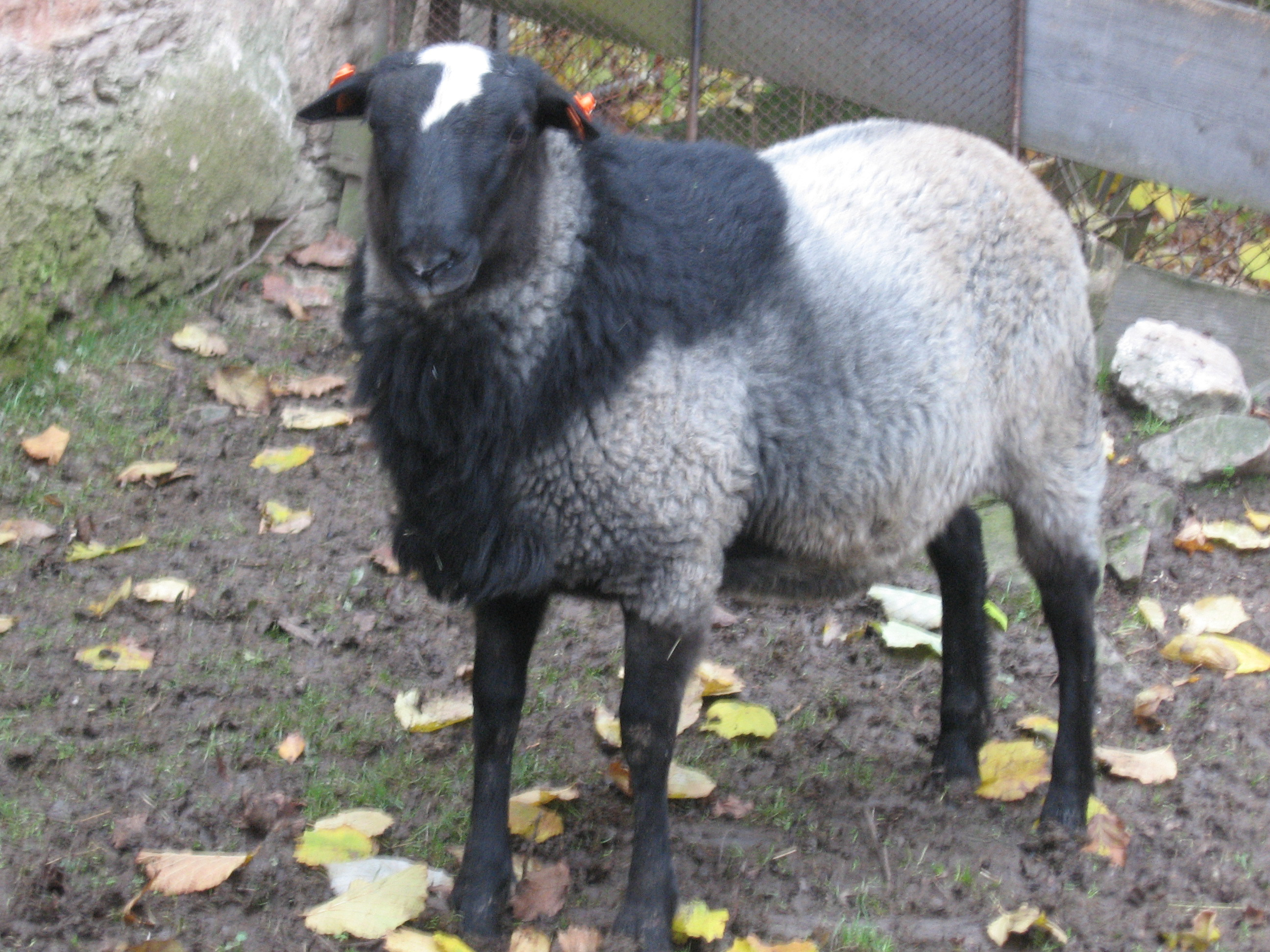
Bagge av romanovras.

Romanov är en gammal fårras från Volgadalen nordväst om Moskva. Den tillhör gruppen kortsvansfår, som annars är typiska för de nordiska länderna.